# ウズベキスタン料理

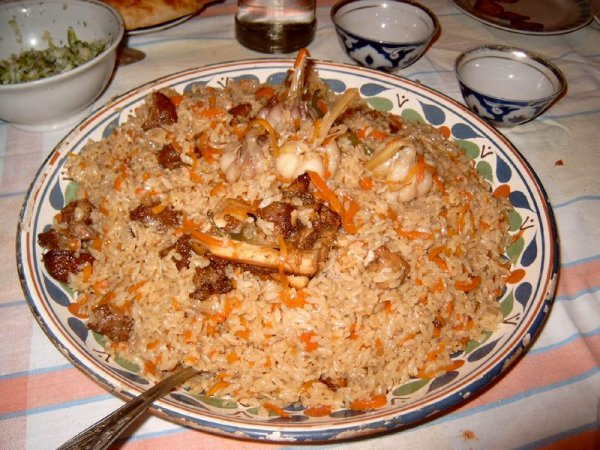
プロフ

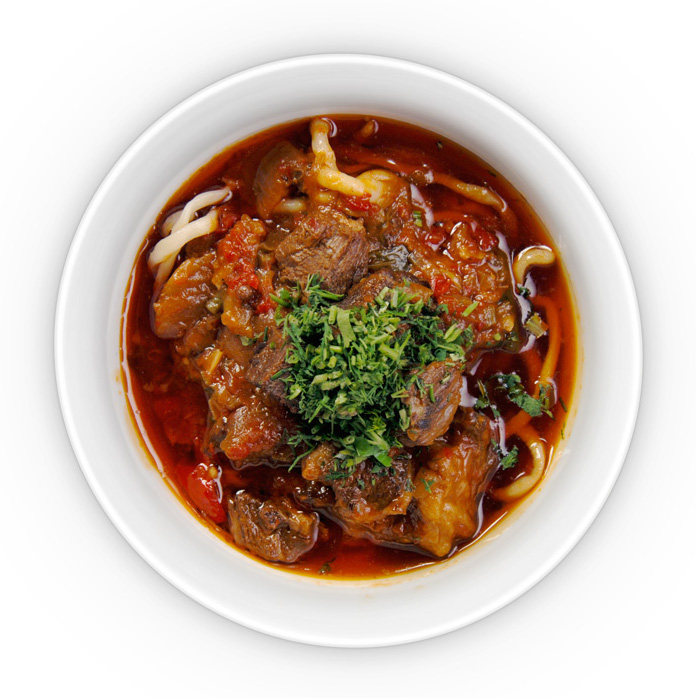
タシュケントのラグマン（Lag'mon）

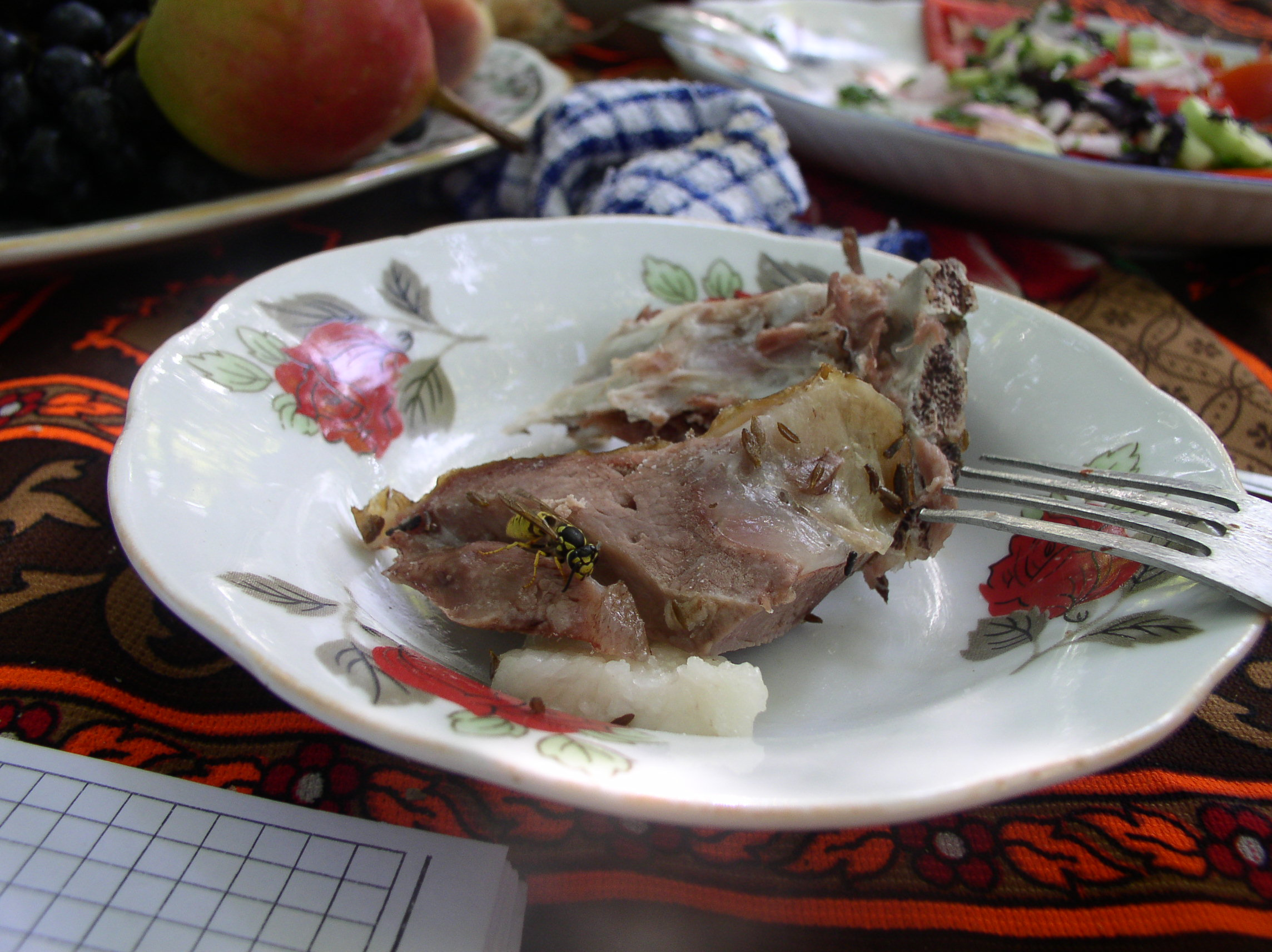
タンディールで羊肉を焼いたタンディール・カバブ

ウズベキスタン料理 (ウズベキスタンりょうり) は、主にウズベキスタンで作られている料理。ウズベキスタン料理は国内の農業に大きな影響を受けている。ウズベキスタンでは穀物の収穫高が多いため、パンや麺などはウズベキスタン料理において重要な地位を占めており、ウズベキスタン料理は麺料理が豊富なのが特徴である。ウズベキスタンではヒツジの放牧が盛んであることから、一般的に流通している羊肉が最も人気があり、ウズベキスタンには様々な羊肉料理がある。

## 概要

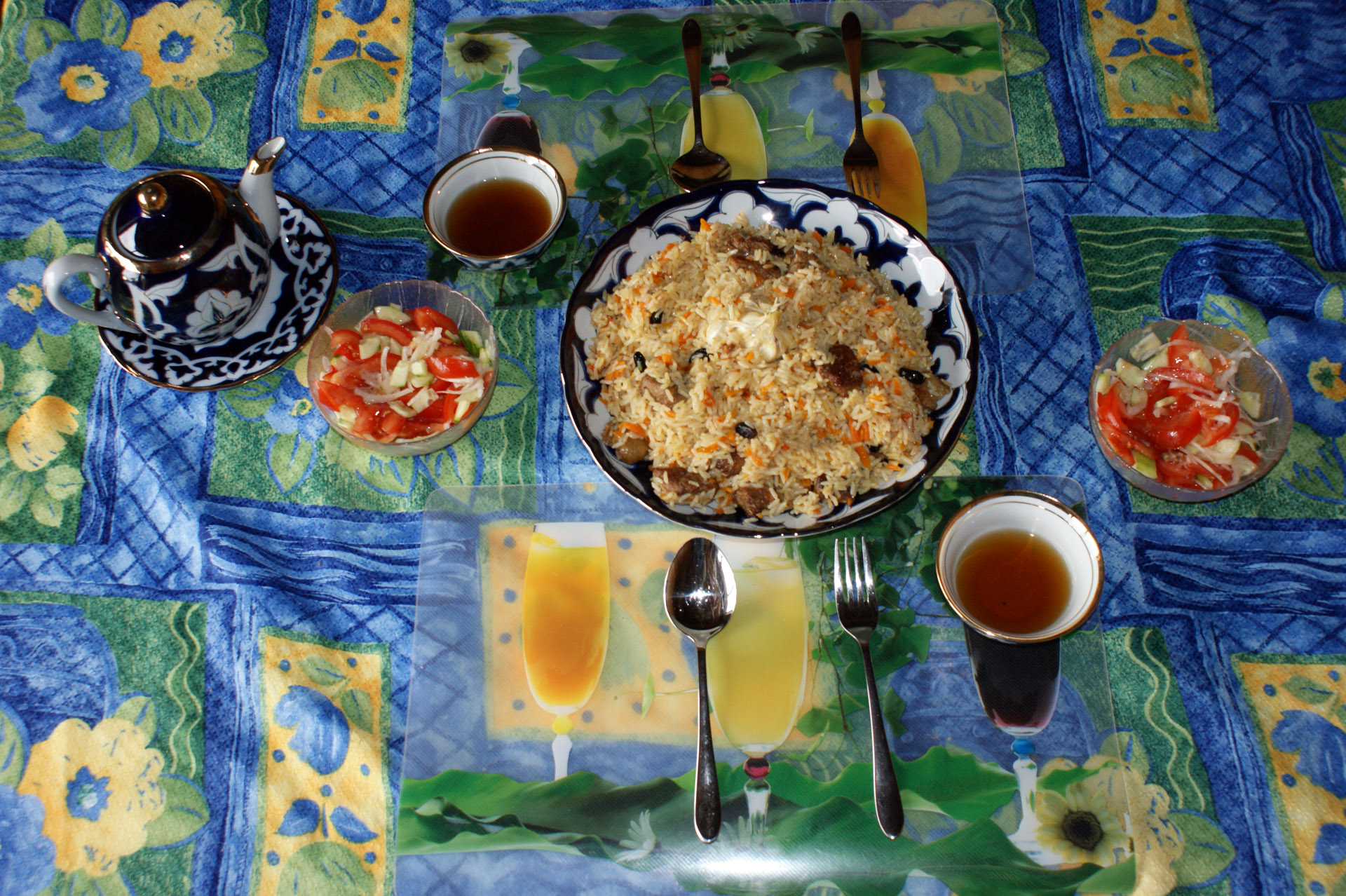
茶やサラダとともに提供されるプロフ

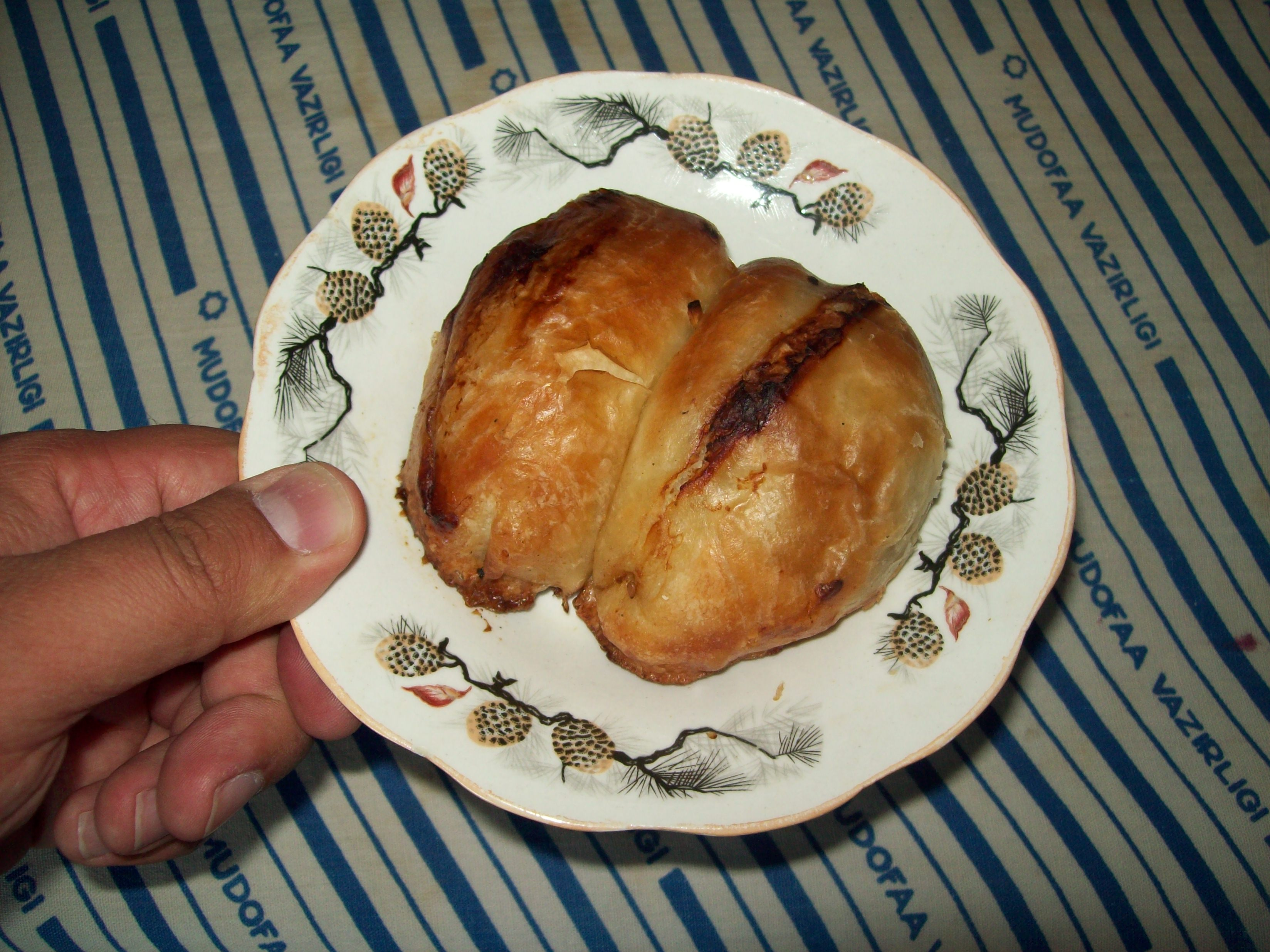
ウズベキスタンのサムサ

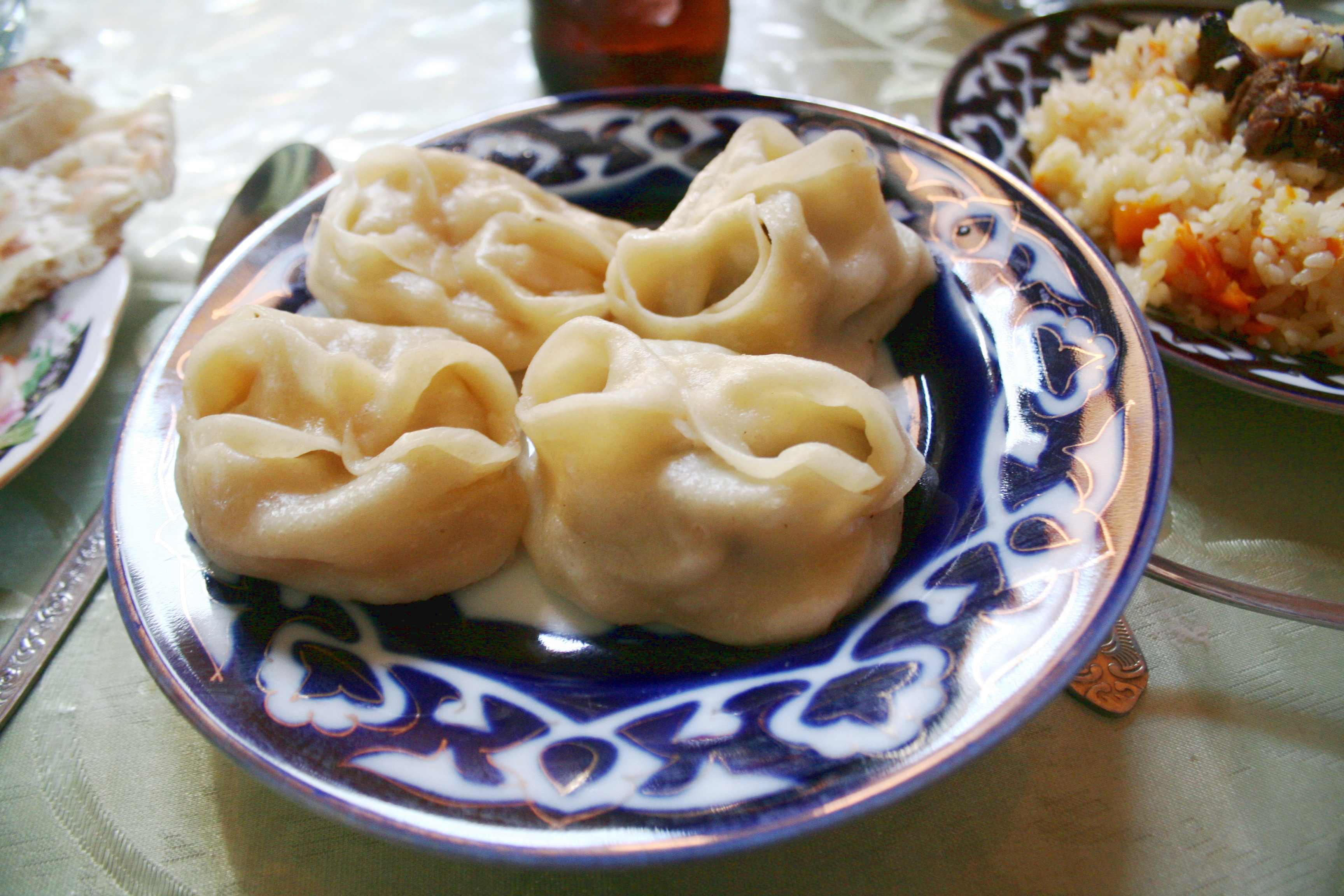
餃子に似た料理、マンティ

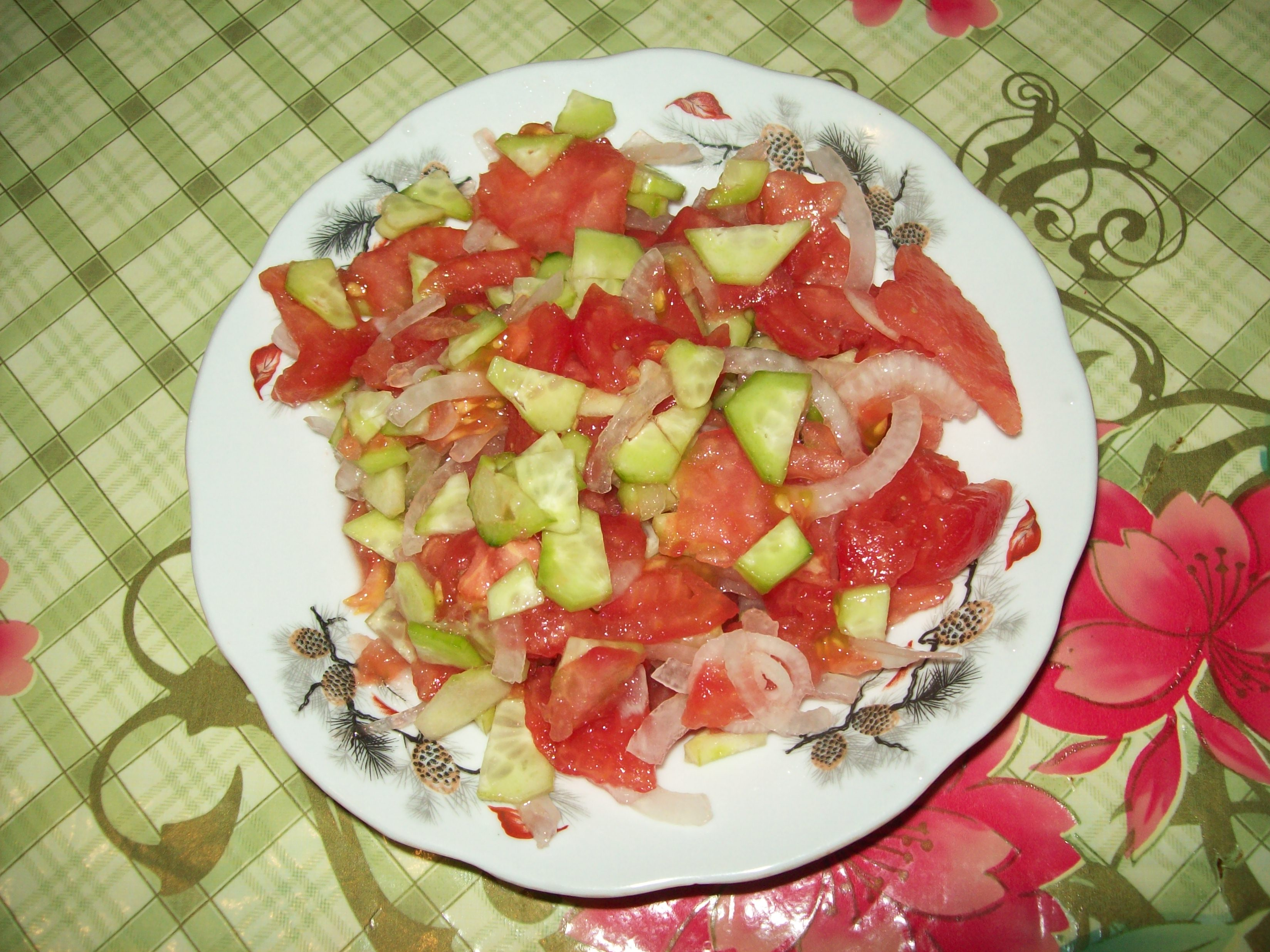
ウズベキスタンのサラダ

ウズベキスタンを代表する料理プロフ (Palov、パラフ、パラウとも表記、別名：オシュ - osh)は米、刻んだ肉、すりおろした人参や玉ねぎなどを用いた料理で通常主菜として提供される。オシ・ナハル (Oshi nahor、朝のプロフ) は早朝 (朝の6～9時) に訪問客に対して提供されるプロフであり、通常結婚式などの慶事の一環として提供される。他に有名な料理としては以下のものがある。シュルパ (シュルヴァ - shurvaやシャルヴァ - shorvaと表記されることもある)は脂身のついた肉(通常羊肉を用いる) と新鮮な野菜を使ったスープである。ナリン (norin)やラグマンは麺を主体にしたスープであり、主菜として供される。マンティ(カスカニ - qasqoniとも呼ばれる)、チュチュヴァラ、サムサ (somsa)はパンやパスタ生地に肉や野菜を詰めて蒸す、焼く、揚げるなどした料理であり、副菜として出される。ディムラマ (肉と野菜のシチュー) や様々なカバブは通常主菜として提供される。
緑茶は一日を通して愛飲される国民的な飲料である。チャイハナ（chaikhana）という喫茶店 は文化的にも重要な地位を占めている。また、タシュケントでは紅茶が好まれる。茶には通常牛乳や砂糖を入れることはしない。料理が提供される際には必ずといっていいほど茶が出されるが、茶は訪問客をもてなすために振舞われ、客が訪れた際には当たり前のように緑茶や紅茶が出されることも多い。アイランと呼ばれる冷たいヨーグルト状の飲料は夏季には人気があるものの、緑茶に変わるほどの地位は獲得していない。
酒類の飲用はイスラム教の戒律も影響しており西洋ほど広まっているとは言えないものの、ムスリムが人口の大部分を占める国家の中ではウズベキスタンは世俗的であるため、ワインは比較的人気がある。ウズベキスタンには14のワイナリーがあり、最も古く有名なワイナリーは1927年にサマルカンドで操業したホフレンコ・ワイナリー (Khovrenko Winery)である。サマルカンドのワイナリーではサマルカンド周辺で栽培されているグルヤカンダズ (Gulyakandoz)、シリン (Shirin)、アレアティコ (Aleatiko)、カベルネ・リケルノエ (Kabernet likernoe、ロシア語でカベルネで作ったデザートワインを指す)などの品種を用いたデザートワインを生産している。ウズベキスタンのワインは国際的な賞も受賞しており、ロシアや中央アジア、CIS諸国へも輸出されている。
ウズベク人やウズベキスタンに住むブハラ・ユダヤ人の作るデザートの数は限られている。一般的な慶事の際の食事では最後に果物や、生の果物またはドライフルーツで作るコンポートが提供され、続いてナッツやハルヴァが緑茶とともに出される。ブハラ・ユダヤ人は安息日の昼に特別な客が訪れた場合、「チャイ・カイマキ」(Chai Kaymoki)と呼ばれる、通常の緑茶に1:1の割合で牛乳を混ぜ、ティーポットにバターを大さじ一杯加えたものを提供する。チャイ・カイマキは砕いたアーモンドやクルミを散らして提供することもある。
ロシア料理ではシチーが食べられる他、ソビエト連邦時代に沿海州から朝鮮系住民（高麗人）が移住したため、市場やレストランでもキムチ（シムシャとも呼ばれる）が見られる。朝鮮のキムチよりも浅漬けで魚介類は使われず、サラダの感覚で食べられる。

## 主な料理

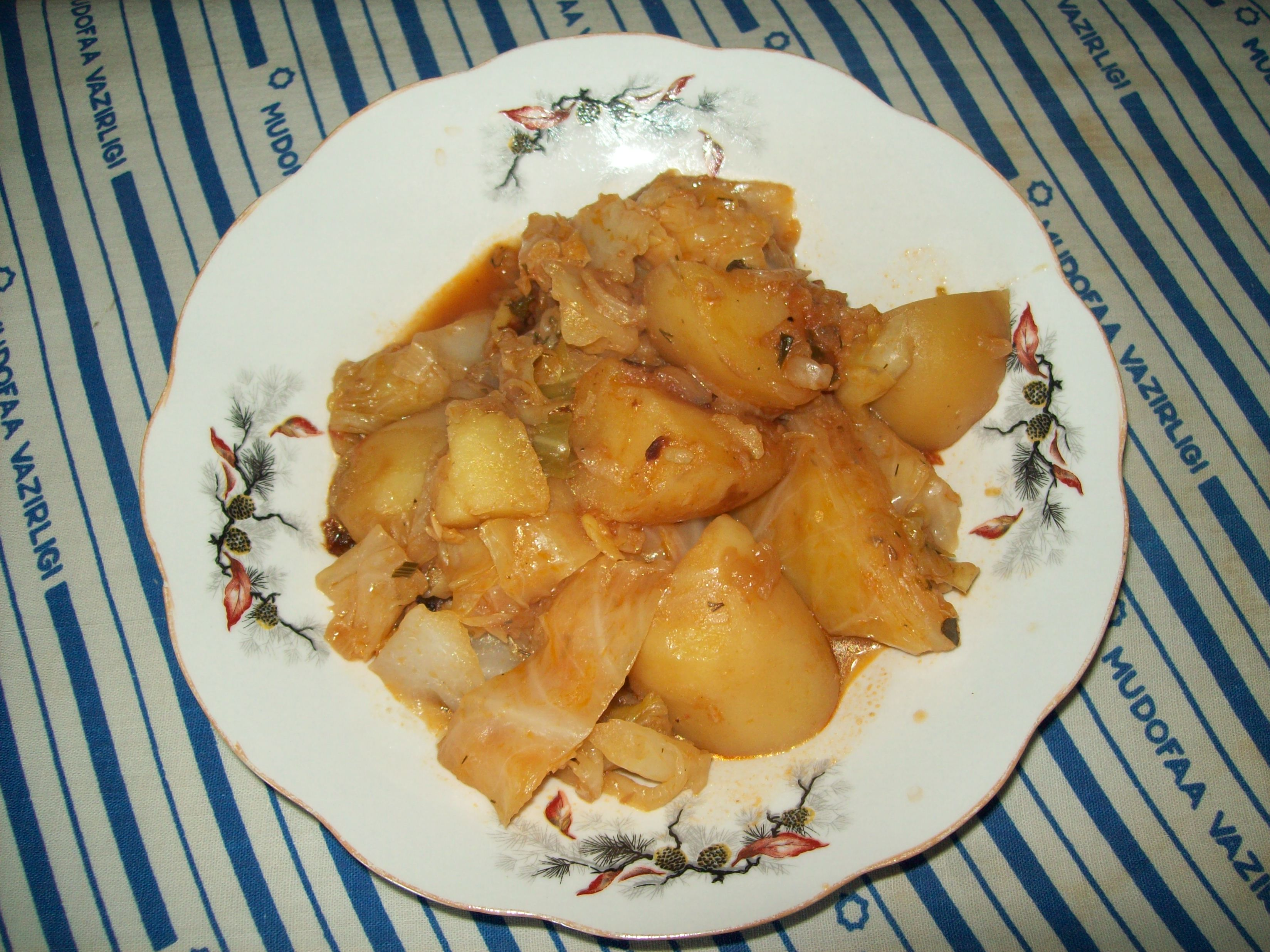
ウズベキスタンのドゥルマ

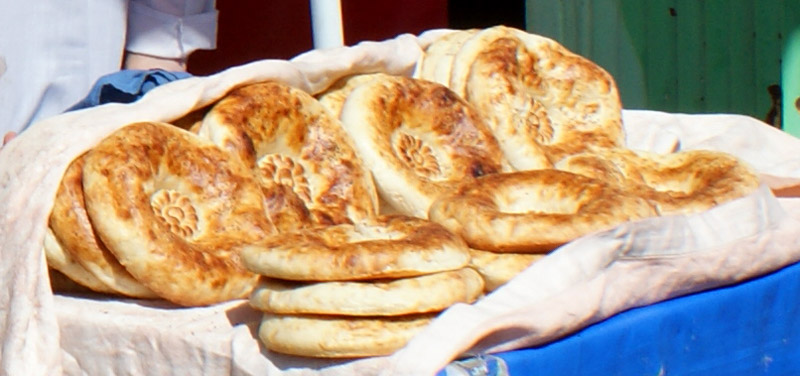
ウズベキスタンの主食、ナン

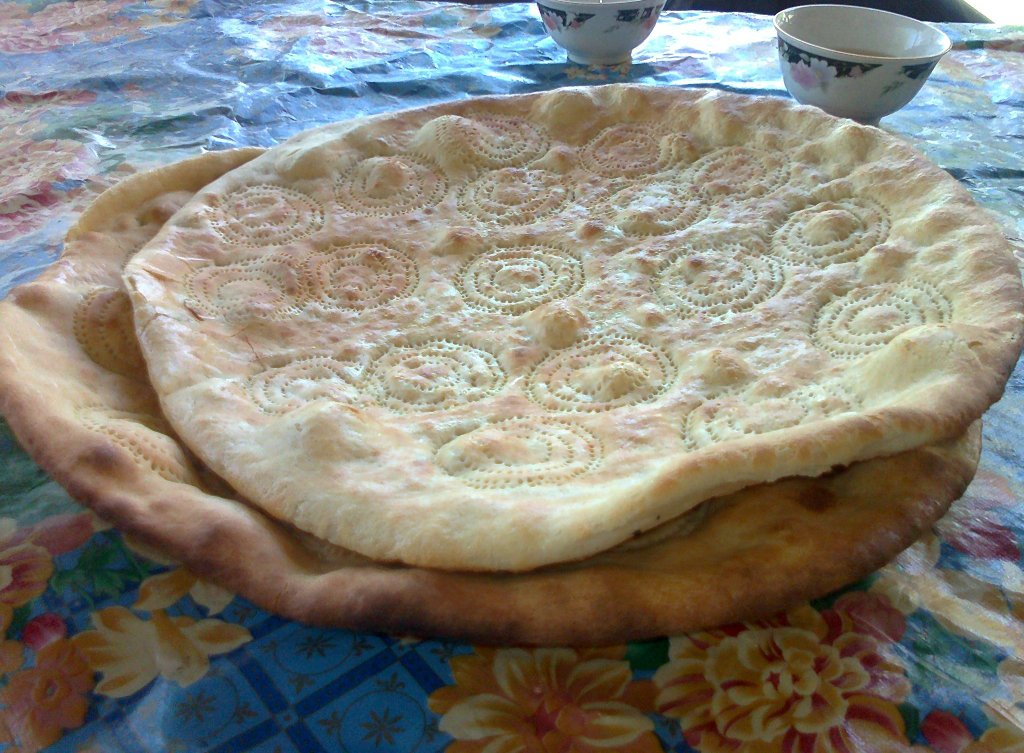
ホラズムのナン

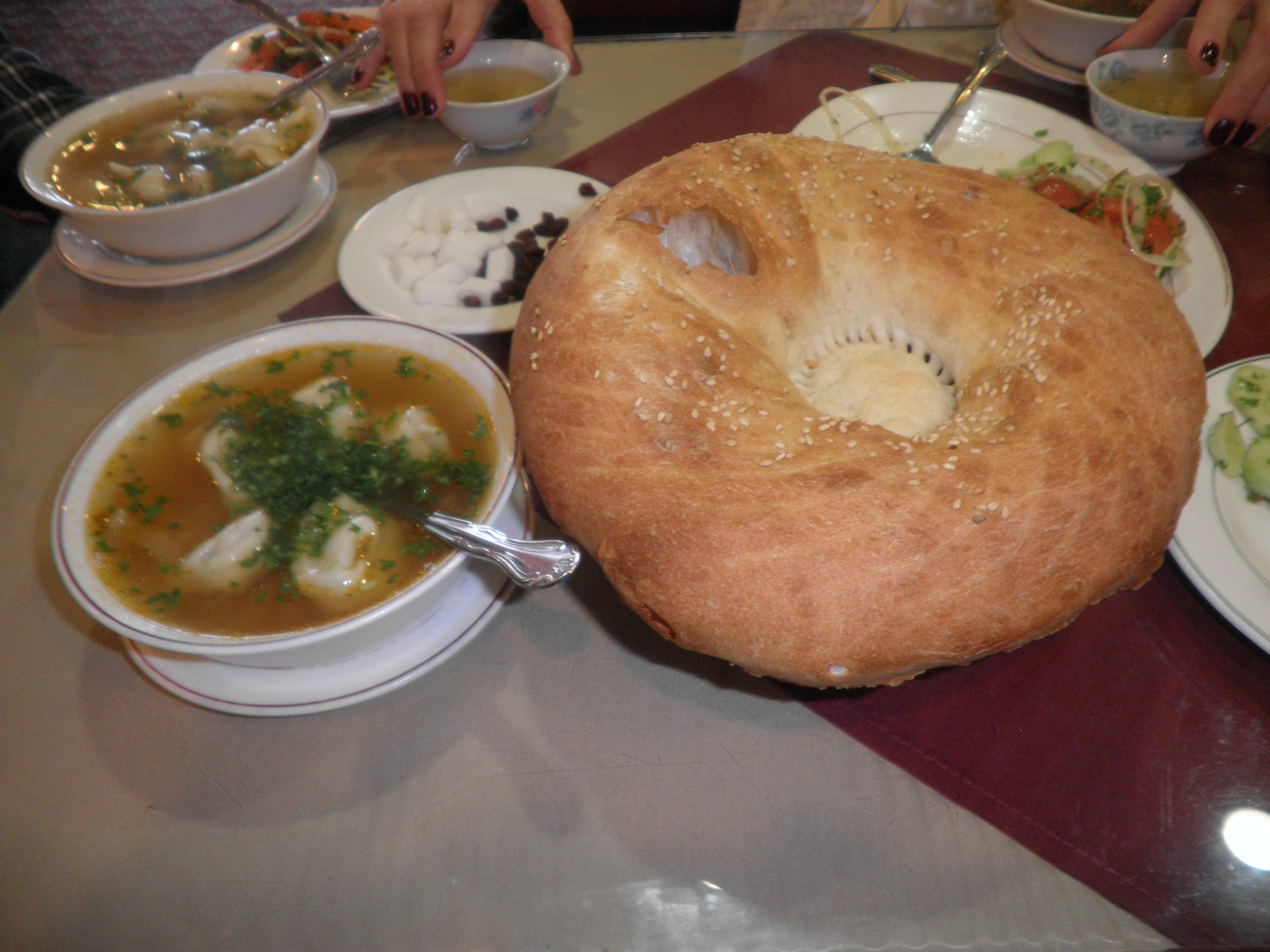
ブハラのシュルボ・ドゥシュペラ（ダンプリングのスープ）とナン

- プロフ (Palov、別名：オシュ - osh) はウズベキスタンを代表する国民食である。中央アジアからアゼルバイジャンにかけての地域ではウズベキスタンのプロフが最も洗練されたもので、プロフの本場とされることも多い[10]。ロシアの料理研究家ヴィリヤム・ポフリョプキン（英語版）は、地域別にフェルガナ、サマルカンド、ブハラ、ホラズムの4つに分類できると述べた[10]。プロフは肉、玉ねぎ、人参、米をデギ（deghi）もしくはカザン（qazan）と呼ばれる特別製の大釜で炒めた後に炊きあげた料理である。肉には羊肉が使われることが多いが、馬肉ソーセージ、ウズラ、ニワトリ、キジなどの肉が使われることもある[10]。ひよこ豆やレーズン、 メギの実、果物などを加えることもある[11]。米を使わず、代わりに小麦やエンドウ豆を使うレシピも存在する[10]。家庭では家長や主婦によって作られるが、宴会などの場合はオシュパズ (Oshpaz)と呼ばれるオシュ (Osh)専門の料理人によって作られる。結婚式などの慶事や祝日には1つの大釜で約1,000人分のプロフが提供されることもある。
- ダレフ (Dholeh) - リゾットに似た料理。
- シャカラプ (Shakarap) - 薄く輪切りにしたトマトと玉ねぎに塩コショウをしたサラダ。
- オシ・タキ (Oshi Toki) - ドルマ (ドゥルマ)状のブドウの葉の詰めもので、冷菜として供される事が多い。

### パン

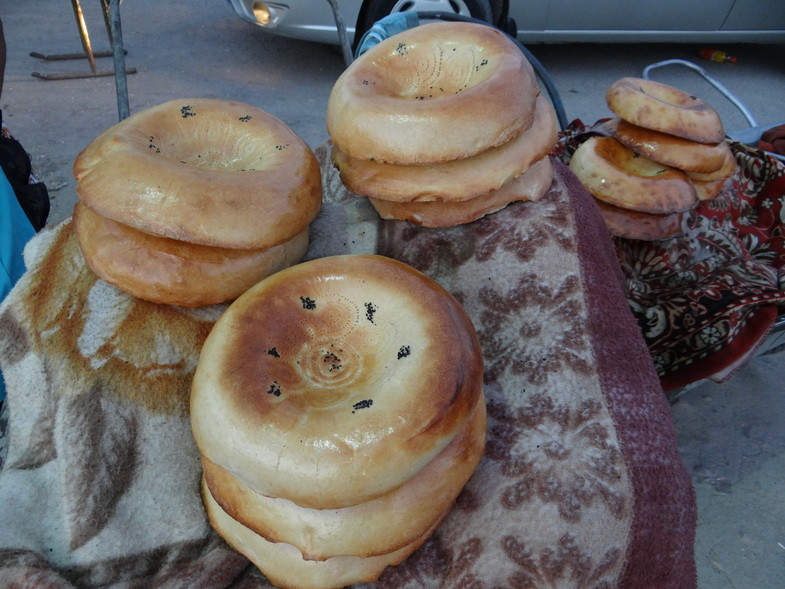
サマルカンド・ナン

ナン (non) もしくはパティール (patyr)と呼ばれるウズベキスタンの伝統的なパンは丸く平たい形をしている。 (ロシア語ではレピョーシュカもしくはレピョーシカ - Лепёшкаと呼ばれる。平パンの意) 中央は少し凹んで飾りがつけられており、縁は厚みのある形である。ナンは飾りのある部分を上にした状態で食卓に出され、ちぎってパン皿の上に重ねてから供される。地域により種類の違うナンが作られており、おおまかな区分は以下のとおりである。
- アビ・ナン（英語版） - アビ・ナン (Obi Non) はウズベキスタンの主食である。アビ・ナンはギルガメシュ叙事詩においても言及されている[12]。アビ・ナンはタンディールと呼ばれる特別な釜を使って焼く。

中世のブハラ出身の学者イブン・スィーナー (Ibn Sina、別名アヴィセンナ)は、"レーズンや揚げた豆、チェルケスのクルミとアビ・ナンを一切れ朝に食べた者は長時間空腹を心配しなくても良い。"と述べている。
- サマルカンド・ナン（英語版）  - サマルカンドでは、ウズベキスタンの他の地域と違った方法でアビ・ナンを焼く。サマルカンドでは、小さく厚みのあるアビ・ナンが作られており、シルマ・ナン (shirma non)が最も人気がある。
- ブハラのナン - ゴマやニオイクロタネソウの種を表面に散らしてあり、香ばしい風味が特徴。
- 婚礼のパティール（サクサクしたアビ・ナン）- アンディジャンやカシュカダリヤ州では、古い伝統にもとづきクリームとバターを用いた香りの良いナン (パティール) が仲人の出席する集まりで出された。
- タシュケントのラチラ (Lochira) - 皿形のアビ・ナンで、牛乳やバター、砂糖などが入ったペイストリー生地を焼いたもの。ジリシュ・ナン (Jirish non)は小麦を混ぜたナンである。遊牧部族はその生活様式からタンディールは作らなかったが、動物の乳を入れたパン生地をカザン (大きな釜) で熱したバターで焼いたパンを作っていた。

## ブハラ・ユダヤ人の料理
ブハラ・ユダヤ人の料理はウズベキスタンに住むユダヤ人によりカシュルート (ユダヤ人の食事規定）に則って作られる料理である。代表的なブハラ・ユダヤ人の料理としては「オシ・サバ」 (oshi sabo、オシ・サヴァ - osh savoとも表記) と呼ばれる、一晩かけてゆっくりと鍋で調理した料理であり、安息日の昼食に温かい状態で食べる。オシ・サバは肉、米、野菜の他、甘みと酸味を加えるため果物を入れて作られる。食事における役割 (安息日に火を使えないユダヤ人家庭で食べられる温かい食事)とその材料 (一晩調理した肉、米、野菜)から、オシ・サバはチョレントやハミーンのブハラ版にあたると考えられている。
ブハラ・ユダヤ人料理にはオシ・サバの他に以下の料理がある。
- オシュ・プロフ (Osh palov) - ブハラ・ユダヤ風プロフ。平日に食される料理で、牛肉と鶏肉を用いて作る。
- バフシュ (Bakhsh) - 緑のプロフ。牛肉、鶏肉と米に緑のハーブ (コリアンダー、パセリ、ディルなど)を加えて作る。バフシュには2種類あり、バフシ・ハルタギ (bakhshi khaltagi) はユダヤ式に材料を小さな袋に詰め、沸騰した湯やスープの入ったポットに浸して炊く。バフシ・デギ (bakhshi degi) は通常のプロフのようにカザンで作る[16]。バフシ・ハルタギはあらかじめ調理しておいて安息日に提供することもできる。
- ハルタ・サヴァ (Khalta savo) - 袋の中で調理した料理 (通常米、肉、野菜を用い、時にドライフルーツを加えることもある)[13][17]。
- ヤフニ (Yakhni) - 牛肉と鶏肉の2種類の肉を茹でて作る料理。取り分けずにそのままテーブルに運ばれ、その場で切り分けた後、だし汁やゆでた野菜を添えて供される。安息日の主菜として出される[13]。
- コフ・ラガン (Kov roghan) - 揚げた鶏肉の上にフライドポテトを載せたもの[18]。
- セルカニス (Sirkoniz) - 米をニンニクとともに炒めた料理。プロフの1種。
- オシ・ピヤージ (Oshi piyozi) - 玉ねぎに詰め物をした料理[16]。
- シュラフ (Shulah) - ブハラ風リゾット。
- バイジャン (Boyjon) - 食塩とニンニクのみを用いたナスのピューレ。ブハラ・ユダヤ人の家庭では金曜の夜の食事の伝統料理な前菜[13]。
- スラタフ・ブハリ (Slotah Bukhori) - トマト、キュウリ、青ネギにコリアンダー、食塩、コショウ、レモン果汁を加えて作るサラダ。レタスや唐辛子を加えて作ることもある。
- ナニ・タキ (Noni Toki) - 中華鍋のような丸みのある鍋の裏側を利用して作る薄く香ばしいナン。作り方からも分かる通り、表面は球面状になる。
- 金曜の夜の食事に出される、ニンニクソースを使った揚げ魚の料理[16]。「全てのブハラ人の安息日はニンニクとコリアンダーをつぶして作ったソースをたっぷりとかけた揚げ魚の料理で祝われる。」[19]ブハラ方言では、この料理は「マイ・ビリアン (mai birion)」もしくは「マイ・ビリアン・アヴィ・シール (mai birion ovi sir)」と呼ばれる。マイ・ビリアンは揚げた魚を、アヴィ・シールはニンニクソース (字義通りにはニンニク水)を意味する[13]。揚げたナンを残ったニンニクソースに浸したものはナニ・シール (Noni-sir) と呼ばれる。